# SN 2002gw
SN 2002gw – supernowa typu II odkryta 13 października 2002 roku w galaktyce NGC 922. W momencie odkrycia miała maksymalną jasność 17,30m.